# Rafael Flores
Rafael Leonardo Flores (sinh ngày 24 tháng 4 năm 1991) là một cầu thủ bóng đá người Cộng hòa Dominica thi đấu ở vị trí tiền vệ cho Cibao FC và đội tuyển quốc gia Cộng hòa Dominica.

## Danh hiệu
- Cibao
  - Giải vô địch các câu lạc bộ bóng đá Caribe (1): 2017